# Helvina uncinata
Helvina uncinata là một loài bọ cánh cứng trong họ Cerambycidae.